# 埃帕寶麗魚
埃帕寶麗魚，為輻鰭魚綱鱸形目隆頭魚亞目慈鯛科的其中一種，分布於南美洲巴西Tapajós河流域，體長可達11.3公分，棲息在溪流中底層水域，生活習性不明。